# NGC 6049
NGC 6049 ist ein einzelner Stern im Sternbild Schlange nördlich des Himmelsäquators (Rektaszension: 16:05:37.8; Deklination: +08:05:48). Er wurde am 24. April 1830 vom britischen Astronomen John Herschel bei einer Beobachtung mit einem 18-Zoll-Spiegelteleskop, bei der dieser „A * 7m which I am strongly incline [sic] to think has a nebulous atmosphere about 2 arcmin in diameter“ notierte, irrtümlich für eine Galaxie gehalten und erlangte so einen Eintrag in den Katalog.